# Acquario Romano
L'Acquario Romano è un edificio sito in piazza Manfredo Fanti, a Roma, nel rione Esquilino.

## Storia
L'edificio nacque su iniziativa di un ittiologo, Pietro Garganico, che attorno al 1880 presentò al Comune un progetto per realizzare una struttura destinata insieme a stabilimento di piscicultura e acquario, la cui costruzione era inizialmente prevista in via Nazionale.
Dopo qualche tempo, però, ritroviamo il progetto al rione Esquilino, in quegli anni uno dei centri della massiccia urbanizzazione umbertina che faceva perno su Piazza Vittorio. Nel 1882 il comune diede così in concessione gratuita a Garganico, per costruirvi l'edificio destinato ad acquario, il terreno destinato a verde di piazza Manfredo Fanti, un isolato che, lasciato libero da costruzioni residenziali, diveniva grazie a questa destinazione uno spazio a carattere soprattutto ricreativo, sul modello degli square parigini, arricchito anche all'esterno da arredi "acquatici" (laghetto, ponticelli).
Alla sistemazione della piazza e alla realizzazione dell'edificio, progettato dall'architetto Ettore Bernich e messo in opera tra il 1885 e il 1887, furono probabilmente cointeressate le società immobiliari che stavano costruendo nel quartiere. 
L'iniziativa economica ebbe tuttavia una vita confusa e non fortunata. Preso in gestione da una società Anonima presto fallita, la proprietà dell'impianto tornò al Comune, le vasche per i pesci non durarono più di una decina d'anni e la struttura fu utilizzata nel frattempo per varie iniziative - mostre, feste, spettacoli teatrali, cinematografici, anche circensi.
Dagli anni 1930 l'edificio divenne una sorta di deposito polifunzionale: magazzino per il vicino teatro dell'Opera, sede di uffici comunali di seconda linea (servizi elettorali, servizi di assistenza) - mentre si susseguivano proposte di riuso ma anche di demolizione. Sgomberato nel 1984, l'edificio divenne oggetto di un lungo restauro, inteso a restituirne l'immagine originale. Dal 2002, completato il restauro iniziato nel 1985, il Comune di Roma e l'Ordine degli Architetti di Roma lo hanno adibito a sede della Casa dell'Architettura.

## Descrizione

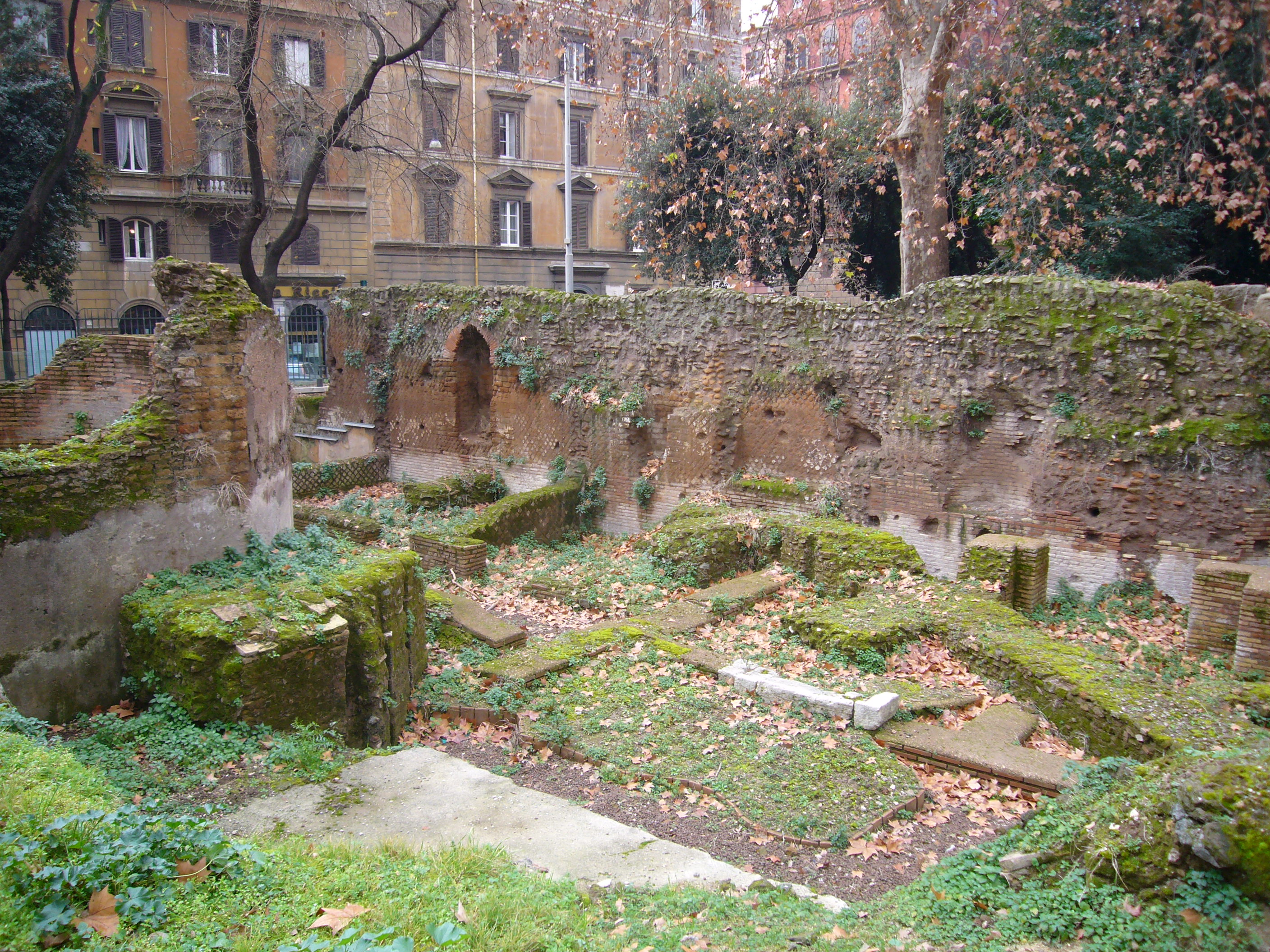
Nel giardino: resti dell'edificio di età imperiale addossato alle mura serviane

La costruzione classicheggiante di Bernich è a pianta ellittica e presenta un pronao con edicole. Le decorazioni di ambiente marino si inseriscono tra le statue presenti nelle edicole; alcuni medaglioni sono posti tra le cariatidi. Il corpo ellittico dell'edificio è scandito da semicolonne e paraste.
Il piccolo giardino circostante è stato da sempre un elemento caratterizzante dell'impianto, originariamente incentrato sul carattere pittoresco dato dalla presenza del laghetto e dei ruderi romani. In fase di restauro, le emergenze archeologiche sono state prese in carico dall'Ufficio Monumenti Antichi e Scavi della Soprintendenza Comunale.

## Eventi
Convention, cene aziendali, presentazioni di prodotti, performance, riprese cinematografiche, sfilate di moda,e molto altro